# Долубово
Долубово (пол. Dołubowo) — деревня в Семятыченском повете Подляского воеводства Польши. Входит в состав гмины Дзядковице. По данным переписи 2011 года, в деревне проживало 349 человек.

## География
Деревня расположена на северо-востоке Польши, на расстоянии приблизительно 20 километров к северу от города Семятыче, административного центра повета. Абсолютная высота — 176 метров над уровнем моря. К юго-востоку от Долубово проходит национальная автодорога 19.

## История
Деревня была основана в середине XV века.
Согласно «Указателю населенным местностям Гродненской губернии, с относящимися к ним необходимыми сведениями», в 1905 году в селе Долобово проживало 475 человек. В административном отношении село входило в состав Щкурецкой волости Бельского уезда (3-го стана).
В период с 1975 по 1998 годы деревня являлась частью Белостокского воеводства.

## Достопримечательности
- Усадебный дом, 1912 г.
- Костёл Святых Апостолов Петра и Павла, 1901—1904 гг.